# Czarnków
Czarnków là một thị trấn thuộc huyện Czarnkowsko-trzcianecki, tỉnh Wielkopolskie ở trung-tây Ba Lan. Thị trấn có diện tích 10 km². Đến ngày 1 tháng 1 năm 2011, dân số của thị trấn là 11194 người và mật độ 1115 người/km².